# Michel Charles Durieu de Maisonneuve
Michel Charles Durieu de Maisonneuve (7 de dezembro de 1796 - 20 de fevereiro 1878) foi um soldado e botânico francês, nativo de Saint-Eutrope-de-Born, no departamento de Lot-et-Garonne.

## Biografia
Ele estudou na École Militaire de Brienne, e mais tarde na escola militar de Saint-Cyr, onde recebeu a patente de subtenente. Ele entrou em serviço militar, em 1813, e estaria associado com o exército francês até 1848, participando da Batalha de Trocadero em Cádis, e esteve envolvido em 1843, na Batalha de Smala, contra as forças de Abd-El-Kader (1808-1883).
Em meados da década de 1820, Durieu de Maisonneuve desenvolveu um interesse em história natural e botânica, estudando algas de água doce. Ele participou da expedição Morea à Grécia com o naturalista Jean Baptiste Bory de Saint-Vincent (1778-1846), e em 1840-44 foi membro de um comité para a exploração científica da Argélia. Durante seus anos no exército, ele também realizou excursões botânicas em França, Espanha e Norte de Portugal.
Durieu de Maisonneuve estudou espécies criptogâmicas com Bory de Saint-Vincent, Camille Montagne (1784-1866), Joseph-Henri Léveillé (1796-1870), e os irmãos Charles (1817-1884) e Louis René Tulasne (1815-1885). Ele também realizou pesquisa em espermatófitas com Ernest Cosson (1819-1889), que era uma autoridade da flora do Norte de África.
Em 1858, ele sucedeu a Jean François Laterrade (1784-1858) como director do Jardim Botânico de Bordéus, e entre 1867-1877 foi professor de botânica em Bordéus.

## Algumas publicações
- Bory de Saint-Vincent, J.B.G.M.; Durieu de Maisonneuve, M.C. 1849. Exploration Scientifique de l’Algérie. 1 (14). 521-560. Paris; Imprimerie royale
- Bory de St Vincent, J.B.G.M.; Durieu de Maisonneuve, M.C. 1850. Atlas de la Flore d‘Algérie ou Illustrations d‘un Grand Nombre de Plantes Nouvelles ou Rares de ce Pays. Botanique. 39 pp., 90 planchas. París; Impr. Nationale
- Durieu de Maisonneuve, M.C. 1846. Exploration Scientifique de l’Algérie 1 (6): 201-240. París; Impr. Royale
- Durieu de Maisonneuve, M.C. 1848, publ. 1849. Exploration Scientifique de l’Algérie. Cryptogamie 1 (13): 481-520. Paris; Impr. Impériàle
- Notes sur quelques plantes nouvélles, critiques ou rares du midi de l'Espagne. II", p. [93]-139 (VI.1851) --contiene: "Notes sur quelques plantes d'Algérie critiques, rares ou nouvélles [sic]", p. [133-139], redactadas con Michel-Charles Durieu de Maisonneuve. "Fascicule IV": "Notes sur quelques plantes nouvelles, critiques ou rares du midi de l'Espagne. III", p. [141]-184 (VII.1852)

## Epónimos
Espécies
- (Asteraceae) Centaurea durieui Lojac.[1]
- (Asteraceae) Lupsia durieui Kuntze[2]
- (Caryophyllaceae) Silene durieui Hort. ex Fenzl[3]
- (Cyperaceae) Carex durieui Steud.[4]
- (Isoetaceae) Isoetes durieui Bory[5]
- (Liliaceae) Gagea durieui Parl.[6]
- (Liliaceae) Gagea durieui Pasche[7]
- (Malvaceae) Malva durieui Spach[8]
- (Plumbaginaceae) Limonium durieui Kuntze[9]
- (Poaceae) Agrostis durieui Willk.[10]
- (Poaceae) Holcus durieui Steud.[11]